# Projektgruppe Regierungs- und Verwaltungsreform
Die Projektgruppe Regierungs- und Verwaltungsreform (PRVR) war eine vom Kabinett Kiesinger in der Bundesrepublik Deutschland 1968 eingesetzte Projektgruppe, welche bis 1975 tätig war.

## Geschichte
Nach der Bundestagswahl 1969 erhielt Horst Ehmke als Bundesminister für besondere Aufgaben und Chef des Bundeskanzleramtes die Zuständigkeit für die Projektgruppe. Leiter der Planungsabteilung wurde Reimut Jochimsen.
Zur Projektgruppe gehörten Beamte sowie externe Wissenschaftler wie Renate Mayntz, Fritz W. Scharpf, Frieder Naschold, Carl Böhret und Hans-Ulrich Derlien an. Weitere Mitglieder waren Eberhard Schnelle und Eberhard Bohne. Ziel der Projektgruppe war es unter anderem, Vorschläge für eine Reorganisation der Bundesregierung einschließlich einer Neuordnung der Geschäftsbereiche der Bundesministerien zu erarbeiten. Es sollten verbesserte Führungsinstrumente für den Bundeskanzler sowie die Bundesminister identifiziert und die Bundesministerien reorganisiert werden. In diesem Zusammenhang erfolgte auch der Neubau eines Bundeskanzleramts in Bonn.
Die Einsetzung der Projektgruppe ist im Zusammenhang mit dem Versuch der sogenannten „Aktiven Politik“ zu sehen. Die Projektgruppe trug durch ihre Arbeit wesentlich zur Etablierung von empirischer Verwaltungswissenschaft und Politikfeldanalyse (Policy-Forschung) als eigenständige Wissenschaftsbereiche bei. Dennoch wurden die meisten Vorschläge der Projektgruppe nicht realisiert.